# Susan Dougan
Susan Dougan (ur. 3 marca 1955) – gubernator Saint Vincent i Grenandyn od 1 sierpnia 2019. Jest pierwszą kobietą na tym stanowisku.